# Platurocypta
Platurocypta is een muggengeslacht uit de familie van de paddenstoelmuggen (Mycetophilidae).

## Soorten
- P. punctum (Stannius, 1831)
- P. testata (Edwards, 1925)